# Laussac
Laussac est un village de la commune française de Thérondels dans le département de l'Aveyron, en région Occitanie, au confluent de la Truyère et du Brezons. Situé sur un promontoire, Laussac est devenu une presqu'île en 1933, lors de la mise en eau du barrage de Sarrans.
Cette ancienne commune a été indépendante jusqu'en 1829, année en laquelle elle a été rattachée à Thérondels, en même temps que Ladignac.
Sa chapelle est inscrite au titre des monuments historiques depuis 1974.

## Galerie

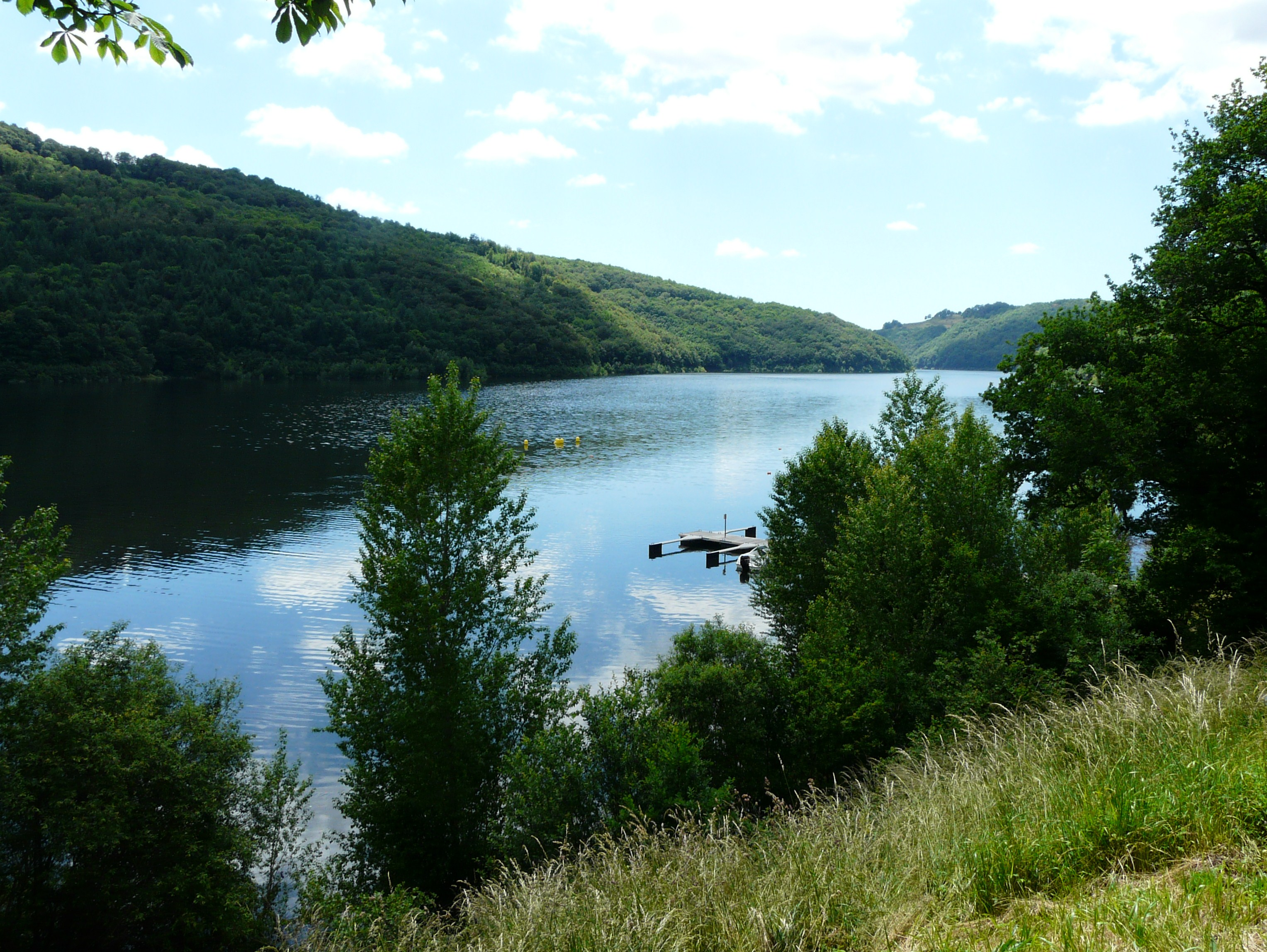
La retenue du barrage de Sarrans, vue depuis Laussac.
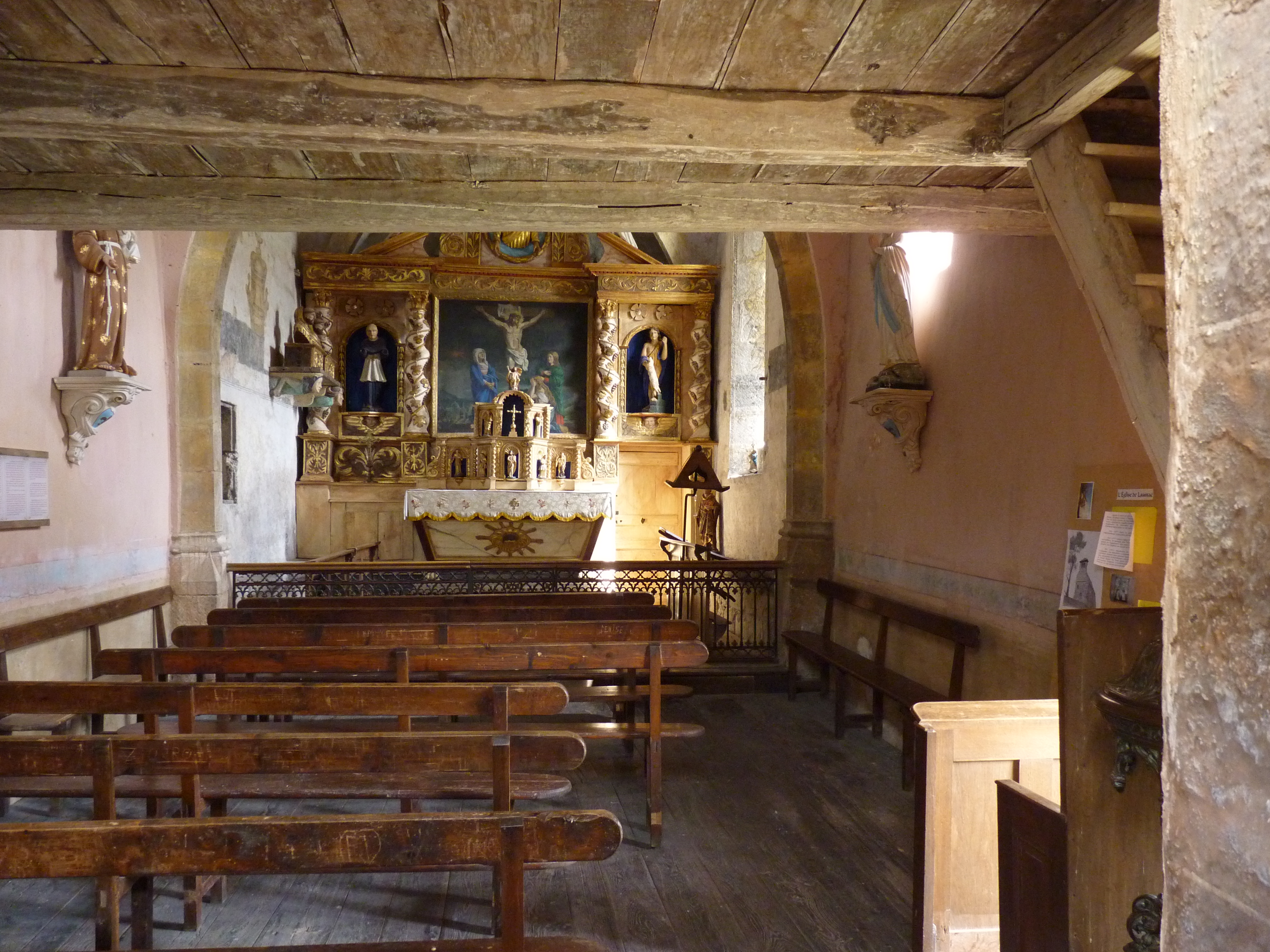
L'intérieur de la chapelle.
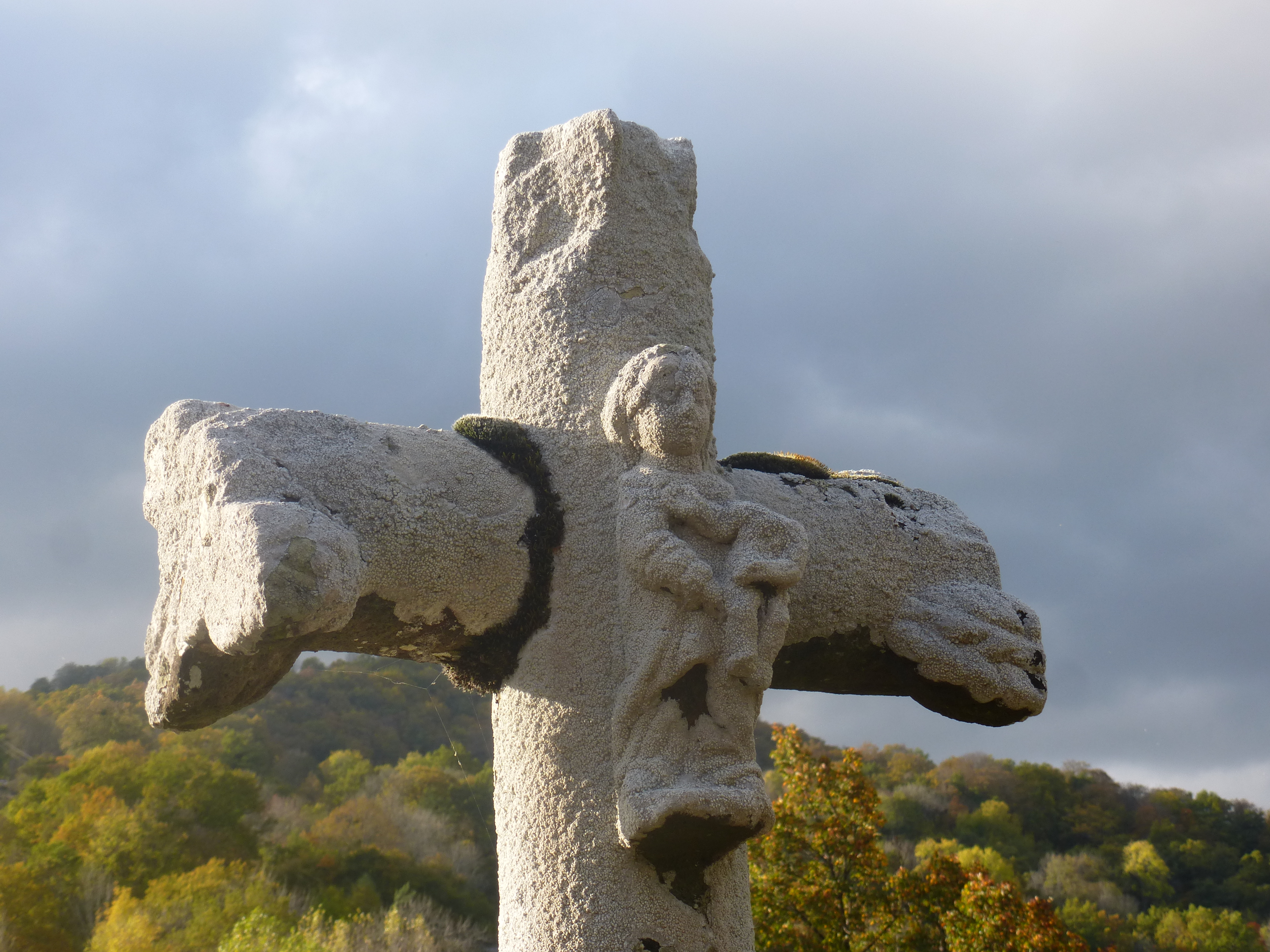
Croix sur la presqu'île.